# Aeshnoidea
Super-famille
Les Aeshnoidea sont une super-famille de libellules de l'infra-ordre des Anisoptera.

## Présentation
Selon Bechly et al., en 2001, cette famille fait partie du clade des Euaeshnodea.

## Liste des familles
Selon Paleobiology Database (25 septembre 2022) :
- famille des Aeshnidae Leach, 1815
- famille des Telephlebiidae Cockerell, 1913